# سوفارتي سويدارمادجي
سوفارتي سويدارمادجي (بالإندونيسية: Suvarte Soedarmadji) (6 ديسمبر 1915 – 1979) هو مهاجم كرة قدم إندونيسي سابق، شارك مع منتخب الهند الشرقية الهولندية في كأس العالم 1938.

## وصلات خارجية
سوفارتي سويدارمادجي على موقع الاتحاد الدولي (مؤرشف)  (الإنجليزية)
- سوفارتي سويدارمادجي على موقع قاعدة بيانات كرة القدم.إي يو (الإنجليزية)